# President de la República Popular de la Xina
El President de la República Popular de la Xina (xinès simplificat: 中华人民共和国主席, xinès tradicional: 中華人民共和國主席, pinyin: Zhōnghuá Rénmín Gònghéguó Zhǔxí) és el cap d'Estat de la República Popular de la Xina. Les atribucions del càrrec actual estan definides per la constitució de 1982. En l'actualitat, el càrrec està ocupat per Xi Jinping.
El càrrec va estar vacant des de la destitució de Liu Shaoqi el 1969, durant l'època de la Revolució Cultural, fins a 1983, després que la nova constitució de 1982 restaurés la figura del cap d'Estat.

## Terminologia
En xinès hi ha dues paraules que corresponen a la paraula catalana "president". La paraula utilitzada per al càrrec de president de la República Popular és zhǔxí (主席), paraula en general reservada per a presidents de partits polítics o congressos, però no per als caps d'Estat d'altres països, als quals en xinès se'ls denomina zǒngtǒng (总统 / 總統). La distinció entre zhǔxí i zǒngtǒng existeix també en algunes llengües europees no llatines com l'anglès. El terme zhǔxí equival a l'anglès chairman, mentre que el terme zǒngtǒng correspon a president. Paradoxalment, la República Popular Xina utilitza en l'actualitat el terme anglès president com traducció oficial de zhǔxí, la qual cosa crea una diferència de matís important entre el nom utilitzat en xinès, amb clares reminiscències revolucionàries, i el nom utilitzat en anglès, sense connotacions ideològiques. En català, tant zǒngtǒng/president com zhǔxí/chairman es traduïxen sempre com a "president", pel que el nom del càrrec, com en llengua xinesa, no ha sofert cap variació.

## Llista de presidents
| Nom                                                                                 | Nom                                                                                 | Retrat                                                                              | Naixement i mort                                                                    | Inici de mandat                                                                     | Fi de mandat                                                                        | Partit                                                                              |
| President del Govern Popular Central de la República Popular de la Xina (1949-1954) | President del Govern Popular Central de la República Popular de la Xina (1949-1954) | President del Govern Popular Central de la República Popular de la Xina (1949-1954) | President del Govern Popular Central de la República Popular de la Xina (1949-1954) | President del Govern Popular Central de la República Popular de la Xina (1949-1954) | President del Govern Popular Central de la República Popular de la Xina (1949-1954) | President del Govern Popular Central de la República Popular de la Xina (1949-1954) |
| ----------------------------------------------------------------------------------- | ----------------------------------------------------------------------------------- | ----------------------------------------------------------------------------------- | ----------------------------------------------------------------------------------- | ----------------------------------------------------------------------------------- | ----------------------------------------------------------------------------------- | ----------------------------------------------------------------------------------- |
|                                                                                     | Mao Zedong                                                                          |                                                                                     | 26 de setembre de 1893 Shaoshan – 9 de setembre de 1976 Pequín                      | 1 d'octubre de 1949                                                                 | 27 de setembre de 1954 (4 anys, 361 dies)                                           | Partit Comunista Xinès                                                              |
| President de la República Popular de la Xina (1954-1975)                            |                                                                                     |                                                                                     |                                                                                     |                                                                                     |                                                                                     |                                                                                     |
|                                                                                     | Mao Zedong                                                                          |                                                                                     | 26 de setembre de 1893 Shaoshan – 9 de setembre de 1976 Pequín                      | 27 de setembre de 1954                                                              | 27 d'abril de 1959 (4 anys, 212 dies)                                               | Partit Comunista Xinès                                                              |
|                                                                                     | Liu Shaoqi                                                                          |                                                                                     | 24 de novembre de 1898 Ningxiang – 12 de novembre de 1969 Kaifeng                   | 27 d'abril de 1959                                                                  | 31 d'octubre de 1968 (9 anys, 187 dies)                                             | Partit Comunista Xinès                                                              |
|                                                                                     | Dong Biwu                                                                           |                                                                                     | 5 de març de 1886 Huanggang – 2 d'abril de 1975 Pequín                              | 31 d'octubre de 1968                                                                | 17 de gener de 1975 (6 anys, 78 dies)                                               | Partit Comunista Xinès                                                              |
| President del Comitè Permanent de l'Assemblea Popular Nacional (1975-1982)          |                                                                                     |                                                                                     |                                                                                     |                                                                                     |                                                                                     |                                                                                     |
|                                                                                     | Zhu De                                                                              |                                                                                     | 1 de desembre de 1886 Sichuan – 6 de juliol de 1976 Pequín                          | 17 de gener de 1975                                                                 | 6 de juliol de 1976 (1 any, 171 dies)                                               | Partit Comunista Xinès                                                              |
|                                                                                     | Soong Ching-ling                                                                    |                                                                                     | 27 de gener de 1893 Xangai – 29 de maig de 1981 Pequín                              | 6 de juliol de 1976                                                                 | 5 de març de 1978 (1 any, 242 dies)                                                 | Partit Nacionalista Xinès                                                           |
|                                                                                     | Ye Jianying                                                                         |                                                                                     | 28 d'abril de 1897 Guangdong – 22 d'octubre de 1986 Pequín                          | 5 de març de 1978                                                                   | 18 de juny de 1983 (5 anys, 105 dies)                                               | Partit Comunista Xinès                                                              |
| President de la República Popular de la Xina (1983-Present)                         |                                                                                     |                                                                                     |                                                                                     |                                                                                     |                                                                                     |                                                                                     |
|                                                                                     | Li Xiannian                                                                         |                                                                                     | 23 de juny de 1909 Huanggang – 21 de juny de 1992 Pequín                            | 18 de juny de 1983                                                                  | 8 d'abril de 1988 (4 anys, 295 dies)                                                | Partit Comunista Xinès                                                              |
|                                                                                     | Yang Shangkun                                                                       |                                                                                     | 3 d'agost de 1907 Chongqing – 14 de setembre de 1998 Pequín                         | 9 d'abril de 1988                                                                   | 27 de març de 1993 (4 anys, 352 dies)                                               | Partit Comunista Xinès                                                              |
|                                                                                     | Jiang Zemin                                                                         |                                                                                     | 17 d'agost de 1926 Yangzhou                                                         | 27 de març de 1993                                                                  | 15 de març de 2003 (9 anys, 353 dies)                                               | Partit Comunista Xinès                                                              |
|                                                                                     | Hu Jintao                                                                           |                                                                                     | 21 de decembre de 1942 Taizhou, Jiangsu                                             | 15 de març de 2003                                                                  | 14 de març de 2013 (9 anys, 364 dies)                                               | Partit Comunista Xinès                                                              |
|                                                                                     | Xi Jinping                                                                          |                                                                                     | 15 de juny de 1953 Pequín                                                           | 14 de març de 2013                                                                  | En el càrrec                                                                        | Partit Comunista Xinès                                                              |